# 李士林
李士林，字英選，直隸晉州人。清朝將領。
乾隆五十九年（1794年），中武舉人。嘉慶元年（1796年）成武進士，選三等侍衛。差滿，出授陝西漢中營都司，遷遊擊。天理教牛亮臣民變期間，李士林督兵圍剿，嚴厲搜捕。道光初年，奉檄調往西寧，征黑番，以軍功晋升參將。歷官靖遠、莊浪、洮泯、漳關副將，擢升西安延綏鎮總兵。卒於官。